# Tirol (bang của Áo)
Tirol là một bang hay Bundesland, nằm ở phía tây nước Áo. Bang này gồm vùng lịch sử Áo Tirol.
Bang có hai phần Bắc Tirol và Đông Tirol – qua một dải đất rộng 20 km nơi bang Salzburg trực tiếp giáp tỉnh Bolzano-Bozen của Ý (Alto Adige/Nam Tirol).
Bắc Tirol giáp bang Bayern (Đức) về phía bắc, bang Vorarlberg về phía tây, các vùng Veneto, Trentino-Nam Tirol của Ý và bang Graubünden của Thụy Sĩ về phía nam và Salzburg về phía đông. Đông Tirol cũng giáp Carinthia về phía đông.
Các núi cao ở bang là Großglockner ở Hohe Tauern, độ cao 3.798 m (12.461 ft.), và Ortler, 3.905 m (12.812 ft).
Thủ phủ là Innsbruck. Thành phố nổi tiếng với trường đại học. Các đô thị quan trọng khác gồm Kufstein, Schwaz, Reutte và Landeck.

## Phân chia hành chính

Các huyện của Tyrol.

Bang có 8 huyện (Bezirk), và một thành phố Innsbruck.
Thành phố
- 1 Innsbruck

North Tyrol
- 2 Vùng Innsbruck, (Innsbruck)
- 3 Imst (huyện), (Imst)
- 4 Kitzbühel (huyện), (Kitzbühel
- 5 Kufstein (huyện), (Kufstein)
- 6 Landeck (huyện), (Landeck)
- 8 Reutte (huyện), (Reutte)
- 9 Schwaz (huyện), (Schwaz))

Đông Tyrol
- 7 Lienz (huyện), (Lienz)

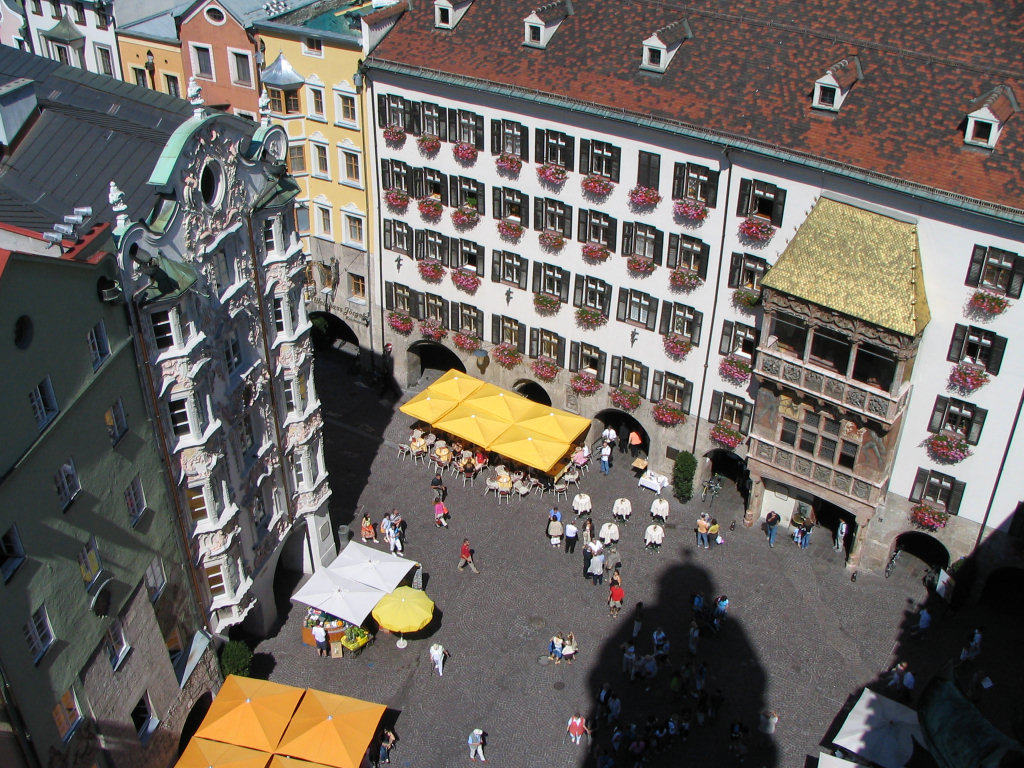
Innsbruck
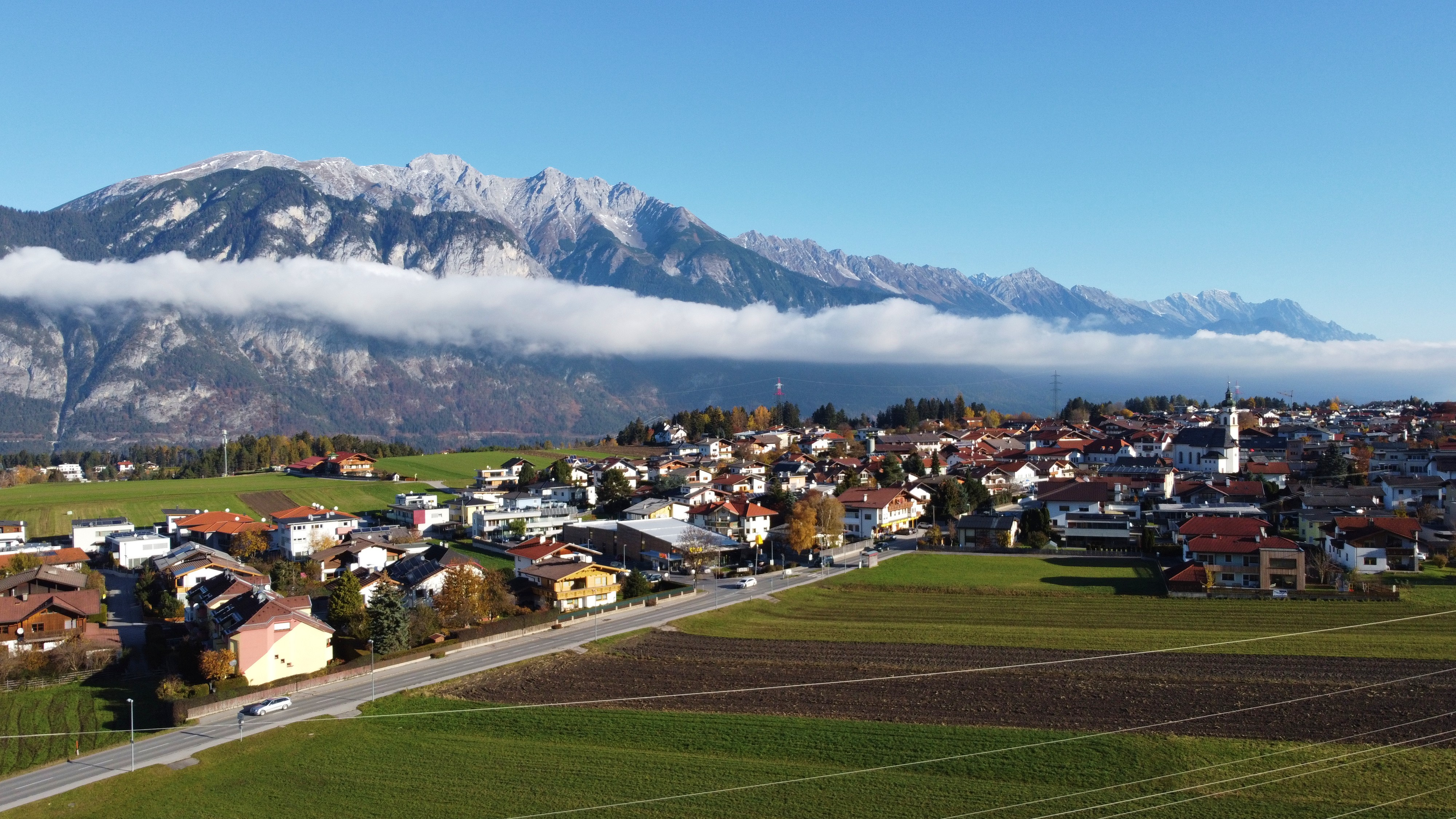
Birgitz thuộc huyện Innsbruck-Land
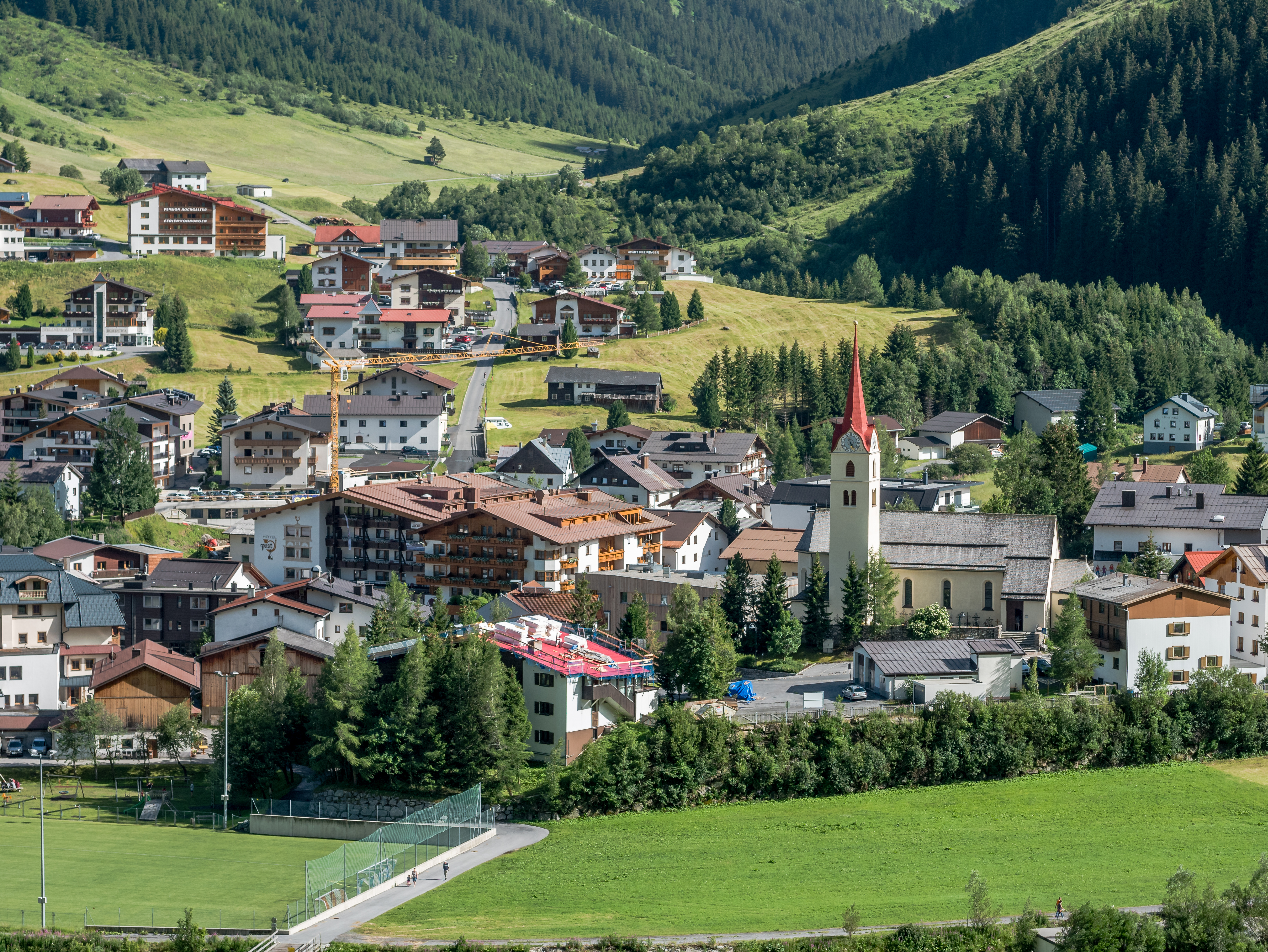
Galtür  là một ngôi làng và khu nghỉ mát trượt tuyết ở thung lũng Paznaun ở vùng Trung Đông Alps
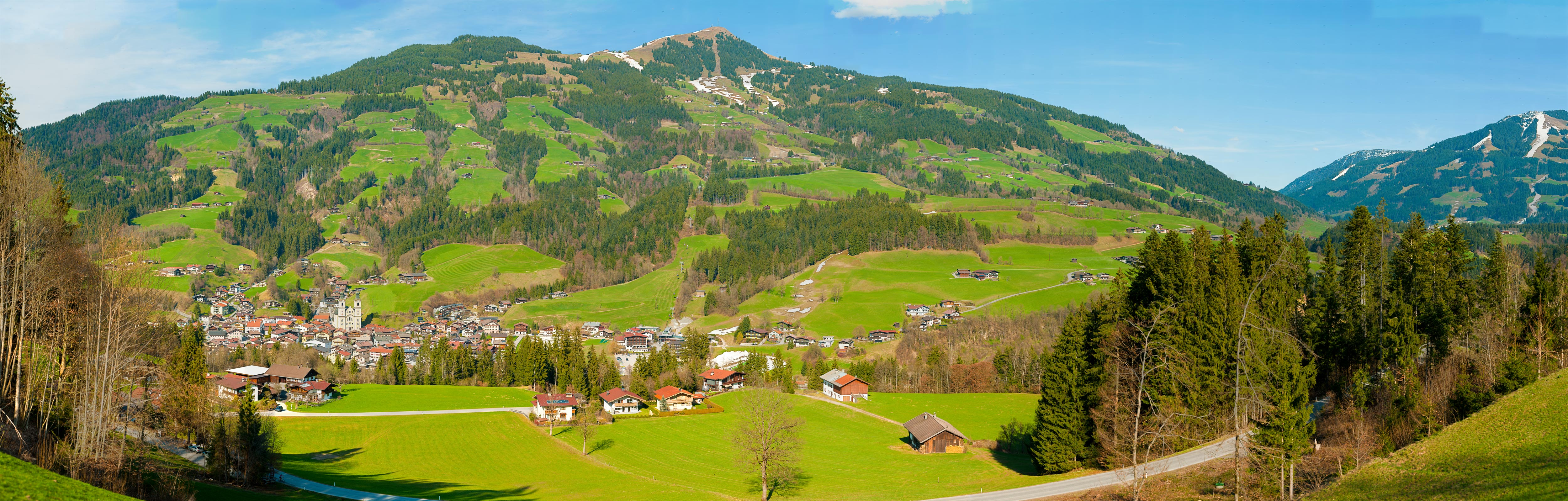
Hopfgarten thuộc huyện Kitzbühel
Seefeld thuộc huyện Innsbruck-Land
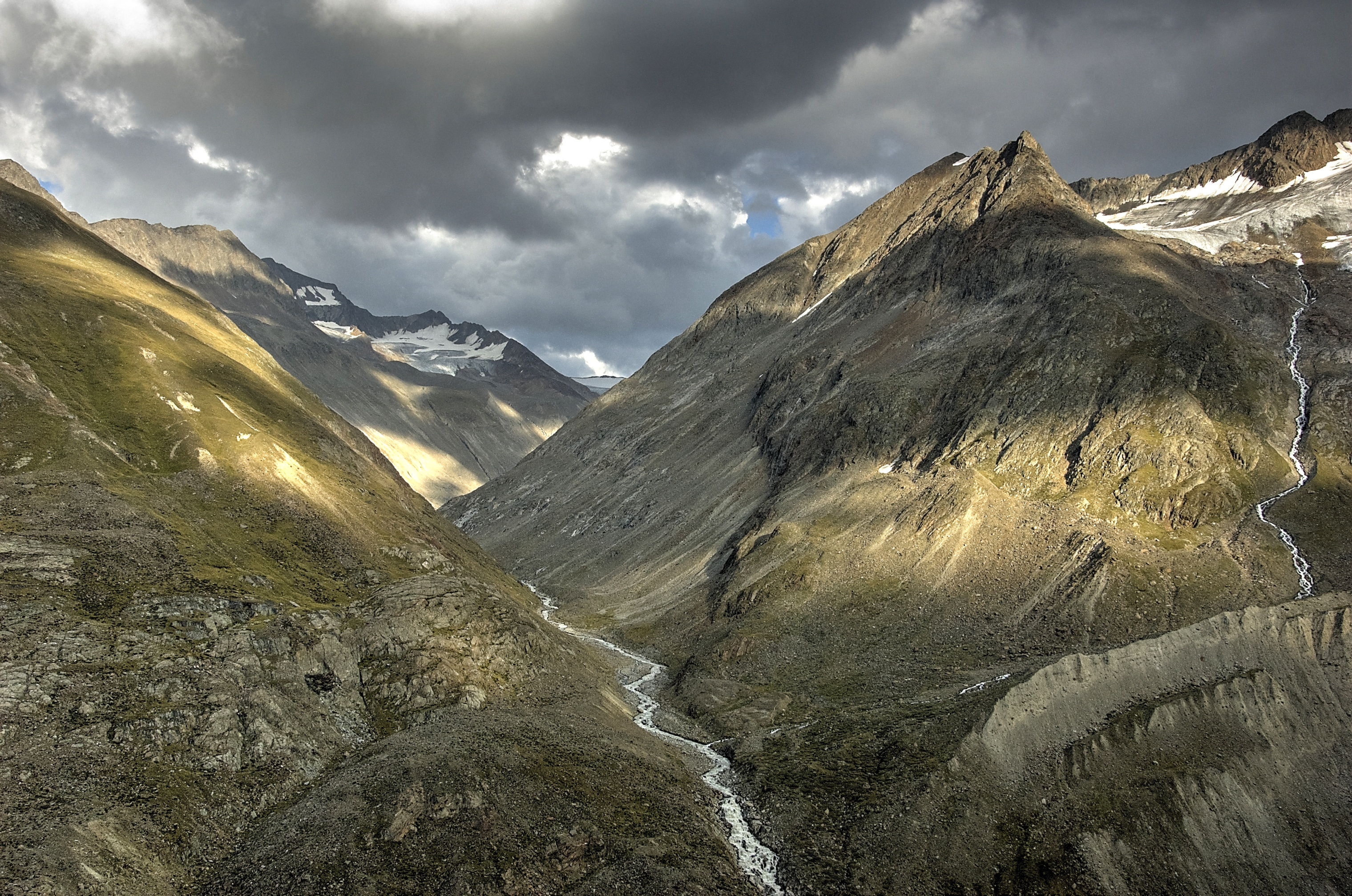
Thung lũng Niedertal
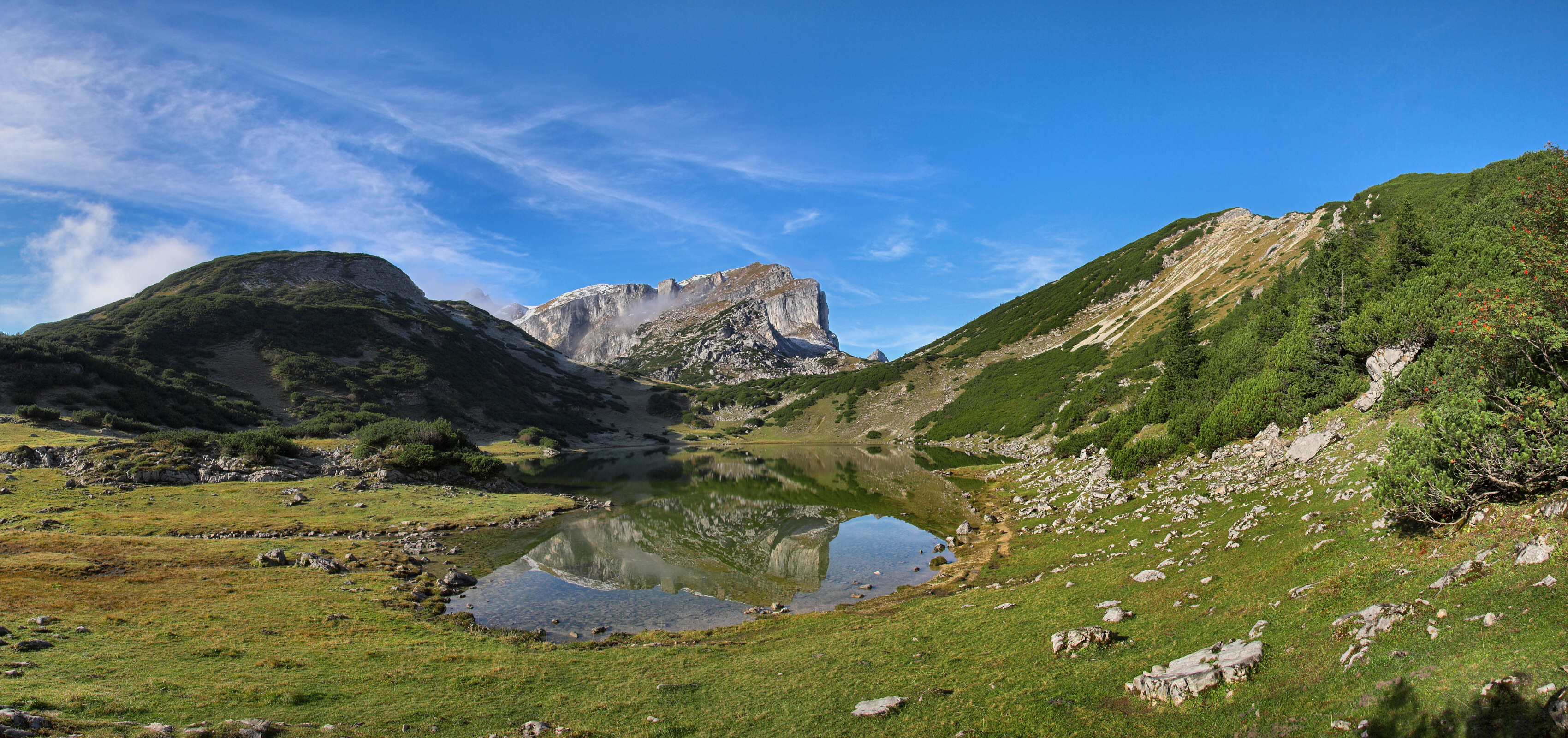
Hồ Zireiner trước ngọn núi Rofanspitze (2259 m)
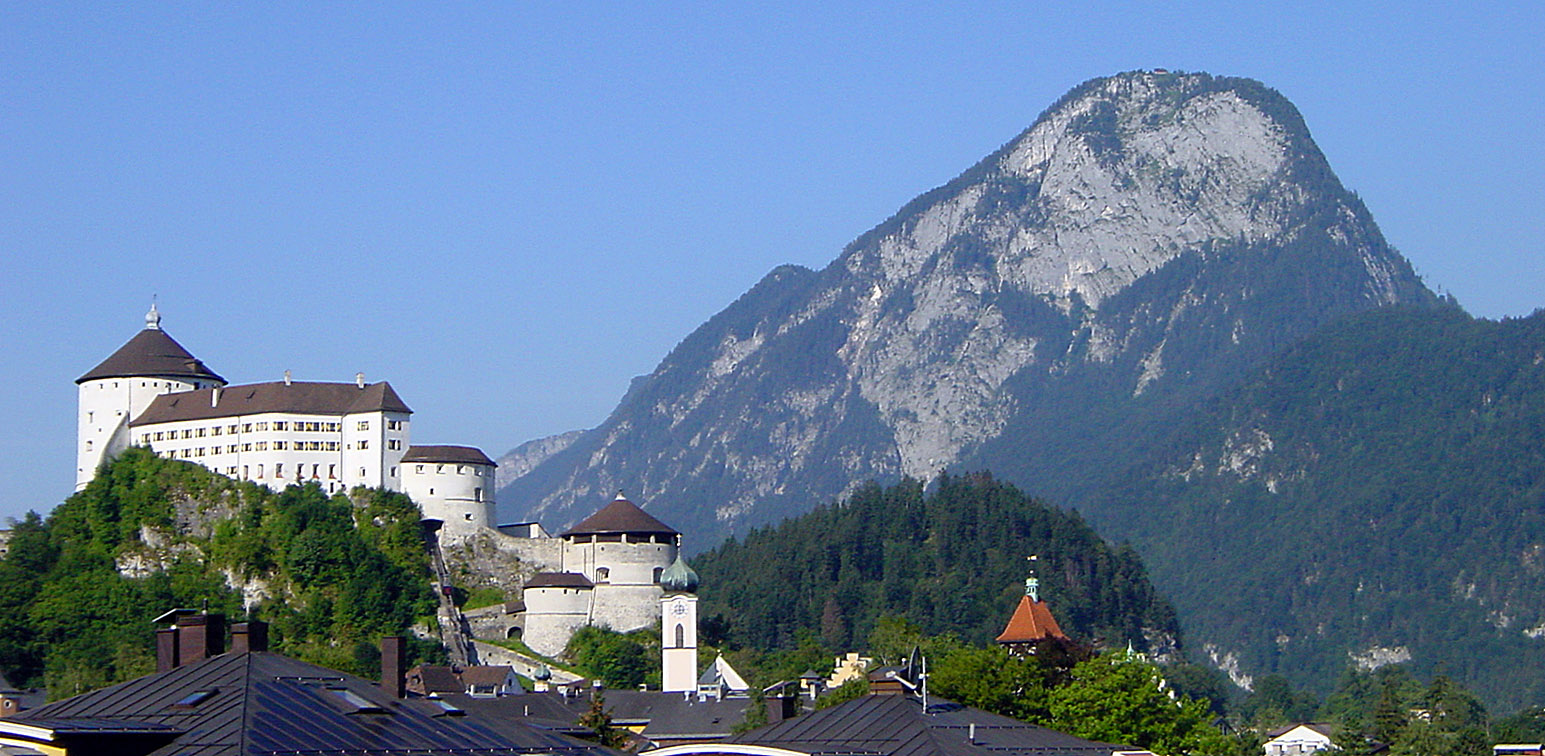
Lâu đài Kufstein với ngọn núi Pendling (1563 m)